# جزیره صنافیر
جزیره صنافیر جزیره‌ای است به گستردگی ۳۳ کیلومتر مربع واقع در تنگه تیران که خلیج عقبه را از دریای سرخ جدا می‌کند. طبق توافق امپراتوری عثمانی و مصر این جزیره به مصر واگذار شده بود اما در جنگ اعراب و اسرائیل موقتاً به عربستان سعودی واگذار شده بود. این جزیره در زمان جنگ اعراب و اسرائیل در سال ۱۹۶۷ به تصرف اسرائیل درآمد و در سال ۱۹۷۳ میلادی به دست مصر برگردانده شد و تحت تصرف مصر ماندگار شد. طبق معاملات بین‌المللی در سال ۲۰۱۶، دولت مصر در ازای دریافت پول و انواع کمک‌ها و حمایت‌ها قول داد که درخواست سران عربستان سعودی را برای مالکیت این جزایر پیگیری کند و به صورت ضمنی با آن موافقت کرد. اما به دلیل اعتراض مردمی و عدم قبول بزرگان و مجلس مصر هنوز این توافق رسماً مورد تأیید قرار نگرفته‌است.